# Baicalasellus korotnevi
Baicalasellus korotnevi là một loài chân đều trong họ Asellidae. Loài này được Semenkevich miêu tả khoa học năm 1924.